# 虹 ～waiting for the rainbow～
《虹 ～waiting for the rainbow～》是日本男演員、歌手藤木直人的個人總計第2張單曲。1999年11月17日由Pony Canyon發行。

## 概要
《虹 ～waiting for the rainbow～》是藤木直人自從上一張單曲以來，相隔4個月發行的最新單曲。同名表題曲後來在他的首張專輯《BUMP！》收錄。至於B面歌曲的歌名為。

## 收錄歌曲
所有歌曲由寺岡呼人作詞。
1. 虹 ～waiting for the rainbow～
作曲、編曲：寺岡呼人、藤井謙二（日语：藤井謙二）
至於PV後來在2001年發行的DVD「nao-hit TV ver1.0」收錄。
2. 作曲：寺岡呼人、藤井謙二、藤木直人，編曲：寺岡呼人、藤井謙二
3. 虹 ～waiting for the rainbow～ inst.

## 收錄專輯
- BUMP！（M-1）
- HISTORY of NAOHITO FUJIKI 10TH ANNIVERSARY BOX（精選專輯限定盤）（M-1）
- HISTORY of NAOHITO FUJIKI Standard Edition（精選專輯通常盤）（M-1）